# Talisman (musikgrupp)
Talisman var ett hårdrocksband bildat i Sverige i slutet av 1980-talet av basisten Marcel Jacob och sångaren Jeff Scott Soto, som träffades första gången när de båda var med i Yngwie Malmsteens band Rising Force. 1990 fick bandet sin första och enda riktigt stora hitlåt med "I'll Be Waiting".
Den 21 juli 2009 begick bandets basist, låtskrivare och bandledaren Marcel Jacob självmord och i samband med detta upplöstes bandet.
2014 gjorde de återstående medlemmarna i bandet en tribute spelning till Marcel Jacob på Sweden Rock Festival Jeff Scott Soto (sång), Jamie Borger (trummor) och Pontus Norgren på gitarr och Johan Niemann på bas och BJ på keyboard. Samma medlemmar spelade sedan in och släppte låten Never Die(A Song For Marcel) den 20 december 2019 som en hyllning till den musik bandet skapade tillsammans från 1990 – 2007. Där intäkterna går till Suicide Zero som är en ideell organisation som sedan 2013 arbetar för att radikalt minska självmorden i Sverige. 
2024 samma år som Marcel Jacob skulle fyllt 60 år släpptes även låten Save our Love som spelades in av återstående medlemmar, Jeff, Jamie, Pontus denna gång spelade Mic Michaeli från bandet Europe keyboard och Johan Niemann spelade bas. Även denna blev det ett samarbetade med Suicide Zero. Talisman blev erbjudna att öppna spelschemat inför 2024 års Sweden Rock Festival och genomförde en hyllad tribute spelning till Marcel Jacob och Talisman denna gång var det Fredrik Åkesson som spelade gitarr.

## Medlemmar
Senaste medlemmar
- Jeff Scott Soto – sång (1989–2007, 2014, 2019, 2024)
- Jamie Borger – trummor (1993–2007, 2014, 2019, 2024)
- Fredrik Åkesson – gitarr (1992–1993, 1994–1995, 2002–2003, 2003–2007, Live 2024)
- Pontus Norgren – gitarr (1995–2002, Live 2014, 2019, 2024)
- Johan Niemann – basgitarr (Live 2014, 2019, 2024)

Tidigare medlemmar och musiker på skivor
- Göran Edman − sång (1989)
- Marcel Jacob – basgitarr (1989–2007; död 2009)
- Christopher Ståhl – gitarr (1989)
- Mats Olausson – keyboard (1989–1990)
- Peter Hermansson – trummor (1989–1990)
- Mats Lindfors − gitarr (1989–1990)
- Jakob Samuel – trummor (1990–1993)
- Jason Bieler – gitarr (1990–1992)
- Thomas Vikström – keyboard (1990–1992)
- Julie Greaux – keyboard (1992–1994)
- Thomas Ahlstrand – keyboard (1994–2007, 2014)
- Ronni Lahti – gitarr (1994)
- Howie Simon – gitarr (2003)

Livemusiker
- Magnus Ulfstedt – trummor (delar av Farewell-turnén 2007)
- Brian Young – gitarr (Farewell-turnén 2007)

## Diskografi
Studioalbum
- 1990 – Talisman
- 1993 – Genesis
- 1994 – Humanimal
- 1994 – Humanimal (Part 2)
- 1995 – Life
- 1998 – Truth
- 2003 – Cats and Dogs
- 2005 – Five Men Live (live)
- 2006 – 7
- 2012 – Talisman - Deluxe Edition
- 2012 – Genesis - Deluxe Edition
- 2012 – Humanimal - Deluxe Edition
- 2012 – Life - Deluxe Edition
- 2012 – Truth - Deluxe Edition

Livealbum
- 1994 – Five out of Five (Live in Japan)
- 2002 – Live at Sweden Rock Festival 2001
- 2005 – Five Men Live
- 2012 – Live in Japan - Five out of Five - Deluxe Edition

Single
- 1990 – I'll Be Waiting
- 1990 – Just Between Us
- 1993 – Mysterious(This Time It's Serious)
- 1993 – Time After Time
- 1994 – Colour My XTC
- 1994 – Doin' Time Wit' My Baby
- 1995 – All + All
- 2019 – Never Die(A Song For Marcel)
- 2024 – Save Our Love